# Westport (Minnesota)
Pour les articles homonymes, voir Westport.
Westport est une ville américaine située dans le Comté de Pope, dans le Minnesota. Selon le recensement de 2010, sa population est de 57 habitants.